# Empoasca ophiodera
Empoasca ophiodera är en insektsart som beskrevs av Ross och Cunningham 1960. Empoasca ophiodera ingår i släktet Empoasca och familjen dvärgstritar. Inga underarter finns listade i Catalogue of Life.